# Rhagonycha bicolor
Rhagonycha bicolor es una especie de coleóptero de la familia Cantharidae.

## Distribución geográfica
Habita en Japón.